# Endasys auriculiferus
Endasys auriculiferus är en stekelart som först beskrevs av Henry Lorenz Viereck 1917.  Endasys auriculiferus ingår i släktet Endasys och familjen brokparasitsteklar. Inga underarter finns listade i Catalogue of Life.